# Venezolana de Televisión
Venezolana de Televisión (VTV) es un canal de televisión abierta venezolano. Oficialmente estrenado el 1 de agosto de 1964 como un canal de propiedad privada con otros intereses, fue estatizado el 8 de abril de 1976. 
VTV ha producido varias telenovelas, incluyendo títulos como Ifigenia, Doña Perfecta y La Dueña de 1984 que quizás fue su producción más exitosa y popular.
Desde la llegada de Hugo Chávez al poder en 1999, el canal tiene una línea editorial de propaganda política a favor del gobierno bolivariano, ahora presidido por Nicolás Maduro. VTV ha sido utilizada por el gobierno para hacer campaña contra la oposición de Venezuela y los medios de comunicación privados de Venezuela. En 2004, VTV produjo otra telenovela, Amores de Barrio Adentro, pero solo se veía una vez a la semana y duró solo unos meses.
La mayor parte de su programación es grabada en vivo, con noticiarios a favor del gobierno que censura actos perpetrados por la oposición y las protestas en contra del régimen, según lo reportan diversos medios. Además, también retransmite programación de Telesur y de RT.

## Historia

### Canal privado (1964-1974)
Venezolana de Televisión fue fundada como una emisora privada de alcance local en la ciudad de Caracas, por la familia de empresarios Vollmer, comenzando sus transmisiones en la frecuencia 8 en VHF (180-186 MHz), bajo el nombre inicial de Cadena Venezolana de Televisión, C.A. (CVTV), el 1 de agosto de 1964 a las 07:30 p. m.
El entonces presidente de la República Raúl Leoni fue el elegido para cortar la cinta inaugural. Pese a su nombre, sin embargo, no era una cadena nacional de televisión pues carecía de alcance nacional, transmitiendo en el área de Caracas durante sus primeros años. Esta situación fue cambiando y para finales de la década de 1960 la señal ya contaba con repetidoras en las principales ciudades del país y se convirtió en la primera cadena en producir y transmitir Televisión en color en 1972 con el documental Churún Merú de Renny Ottolina. Así, el primer logotipo de VTV fue el nombre de la empresa (CVTV) en un número 8 (reflejando su número de canal en Caracas).

### Primeros años como canal estatal (1974-1999)
El 31 de agosto de 1974, luego de prolongados problemas financieros originados por la fuerte competencia de las ya consolidadas cadenas RCTV y Venevisión, el canal fue estatizado por el gobierno de Carlos Andrés Pérez por 25 millones de bolívares, y el 8 de abril de 1976 adquirió su nombre actual C.A. Venezolana de Televisión (VTV). Desde entonces su lema es «El Canal de Todos los Venezolanos». Entre 1974 y 1976 fue una dependencia del entonces Ministerio de Información y Turismo.
Entre 1974 y 1980, VTV fue totalmente financiada por el Estado Venezolano, experimentando una expansión en su cobertura que le permitió ser sintonizada en todo el país. No obstante, debido a recortes presupuestarios, desde 1980 fue autorizada a transmitir publicidad para obtener financiamiento adicional.
A partir del 1 de diciembre de 1979, VTV, al igual que las demás cadenas de televisión venezolanas, fueron autorizadas, por el gobierno de Luis Herrera Campíns, a transmitir completamente en color, utilizando el sistema NTSC-M. Durante la década de 1980 el canal atravesó por graves problemas económicos y bajos niveles de sintonía. Entre 1979 y 1982 llevó por nombre Venezolana de Televisión Red Canal 8, esto para poder ser diferenciado de su canal hermano, Televisora Nacional, que llevaba por nombre Venezolana de Televisión Red Canal 5.
En 1990 se decide racionalizar los recursos del espectro radioeléctrico debido a la grave situación económica del país, poniendo fin a las operaciones de Televisora Nacional (TVN), el otro canal estatal que existía entonces en Venezuela y que transmitía en el Canal 5 (VHF) en Caracas, hecho consumado en diciembre de 1991. Por tal motivo, en febrero de aquel año se suprimió su transmisión matutina comenzando a transmitir a partir de las 12:00 p. m. Más tarde, en septiembre de ese mismo año se amplió la programación y así comenzaba transmisiones a las 11:00 a. m. El 13 de enero de 1992, se inicia una nueva etapa en el canal, el cual pasaría a ser 100 % de servicio público y se eliminó la transmisión de pautas publicitarias salvo en los eventos deportivos que requerían patrocinio. Días antes, comenzó a emitirse la señal a través del canal 5 que ocupaba la ya extinta TVN.

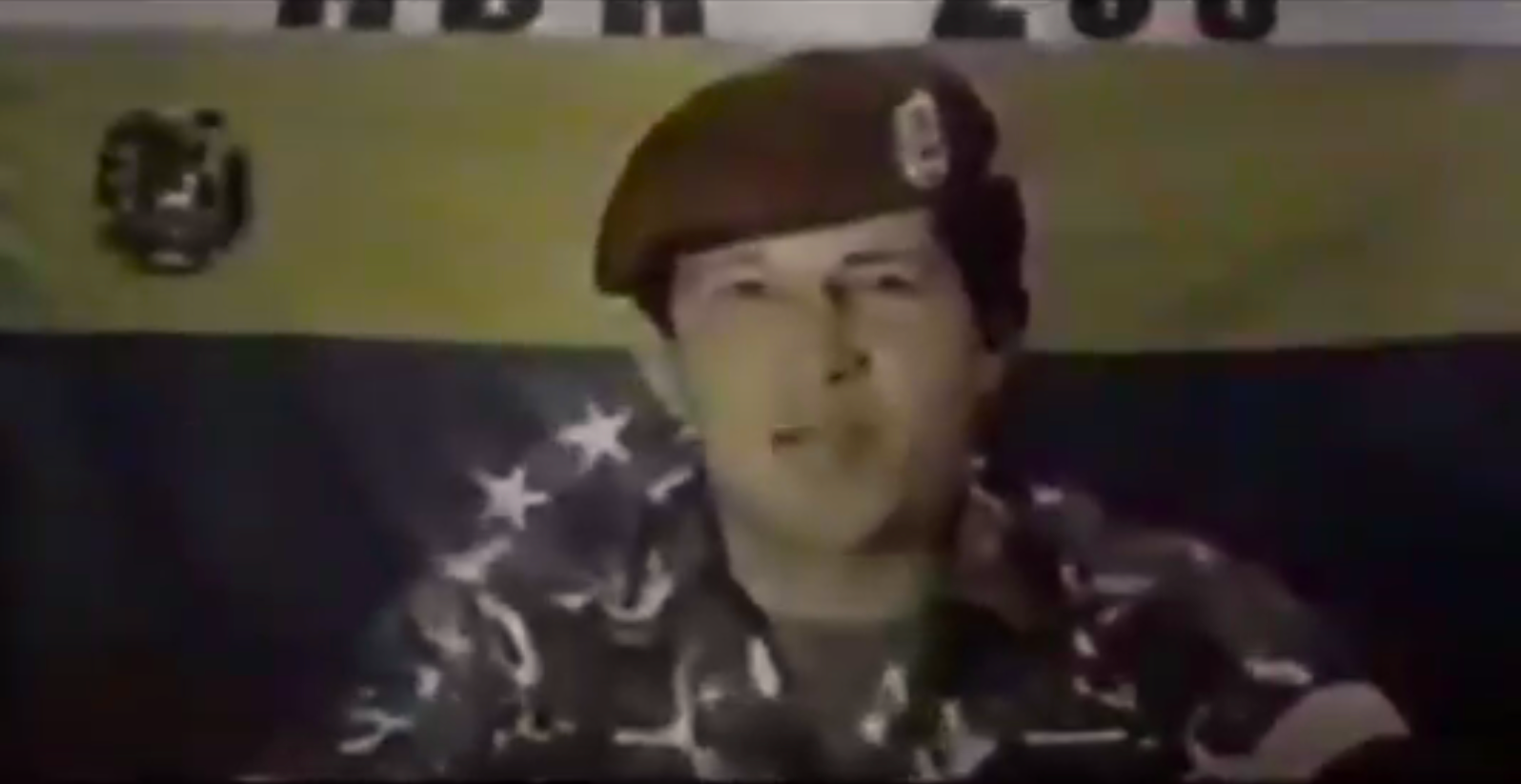
Una imagen fija del vídeo que Hugo Chávez lanzó durante el Segundo intento de golpe de Estado de Venezuela de 1992.

Durante el segundo intento de golpe de Estado de 1992, las instalaciones de Venezolana de Televisión, particularmente su sede principal, fueron objeto de una violenta toma militar con saldo de 8 muertos, todos ellos trabajadores y vigilantes del canal, con el propósito de que los golpistas llamarían a la población a sublevarse y desconocer el gobierno del entonces presidente de la República Carlos Andrés Pérez. La programación de ese día fue sustituida por una transmisión improvisada en vivo desde los estudios situados en la urbanización Los Ruices, donde gran parte de la población venezolana pudo ver en sus pantallas a personajes desconocidos llamando a la insurrección. Los sublevados fueron prontamente controlados por las fuerzas leales al gobierno y llevados a prisión. Sin embargo, fueron absueltos y puestos en libertad durante la última presidencia de Rafael Caldera.
Durante el segundo gobierno de Rafael Caldera, había planes para privatizar VTV. Fracasó cuando se dio cuenta de que VTV probablemente no sería rentable. VTV comenzó a retransmitir su señal en la misma frecuencia de la antigua TVN. Durante la década de los 90, el segundo gobierno de Rafael Caldera tenía planes para privatizarlo, cosa que finalmente no sucedió cuando Chávez gana la presidencia en 1998. La retransmisión de TVN terminó el 4 de diciembre de ese mismo año, cuando el presidente Rafael Caldera, en uno de sus últimos actos de gobierno, traspasó sin licitación, la licencia de operación a una fundación del Arzobispado de Caracas, lo que dio origen al canal de televisión educativo Vale TV.

### Actualidad
En 2002, el canal cerró su sede temporalmente por el Golpe de Estado de 2002, pero días siguientes se reabrió. En 2007 transmitió el especial "Por primera vez TVes" con TVes, luego de sus inicios después que el gobierno de Hugo Chávez cierra RCTV.
En noviembre del 2008 comparte su espacio de su sede en la urbanización Los Ruices con TVes hasta el 2015 de su mudanza a las antiguas oficinas de La Tele. En 2013, VTV lanzó su señal en alta definición exclusiva para TDT.
El 12 de abril de 2022, Venezolana de Televisión estrenó su plataforma de streaming denominada VTV IP en la cual está a la disponibilidad de los usuarios los programas, series y películas bajo modalidad on demand y la señal en vivo del canal por el enlace canal8.com.ve.
En la madrugada del 26 de julio del 2024, y a 2 días de las elecciones presidenciales de Venezuela en 2024, la señal de VTV cambió su relación de aspecto a 16:9, aunque algunos programas y transmisiones en cadena nacional se emiten en 4:3

## Programación

### 1980-2000
Durante la década de 1980 llega a obtener los derechos de transmisión para Venezuela de eventos como las temporadas de fútbol español e italiana, de Fórmula 1, las Grandes Ligas, una variedad de anime japonés (como La abeja Maya, Festival de los Robots, Fábulas del Bosque Verde, La Ranita Demetan, Capitán Centella, Super Agente Cobra, entre otros), dibujos animados como Beetle Bailey, La Gata Loca, Mr Magoo, etc. y la retransmisión de populares series como Remington Steele, La pequeña maravilla, Reportera del crimen, Moonlighting y Mike Hammer. También fue el primer canal en transmitir series como Baywatch y Beverly Hills 90210, las cuales serían un gran éxito al ser transmitidas por otros canales.
Entre los programas de contenido nacional destacan programas de variedades como El Show de Fantástico y Almorzando con Orlando, animados por Guillermo "Fantástico" González y Orlando Urdaneta, Contesta por Tío Simón, con Simón Díaz, Dossier con Walter Martínez, la Liga Venezolana de Béisbol Profesional (1978-1983), la Serie del Caribe (1979-1986) y el popular Monitor Hípico con Aly Khan. Durante esta época, especialmente a raíz de la transmisión de la telenovela La Dueña, logra sorpresivamente desplazarse al primer lugar de sintonía en el horario prime time. En 1994, a pesar de la grave situación financiera del canal (en parte producto de la crisis bancaria de ese año), producen  transmiten un programa musical sabatino llamado Frecuencia Latina, el cual fue conducido por Daniel Sarcos y Richard Bazán. Este programa logró alcanzar sorprendentemente unos niveles de sintonía históricos para el canal los días sábados llegando a seguir muy de cerca a Super Sábado Sensacional de Venevisión (motivo por el cual en 1996 dicha planta contrató a Sarcos y generó una demanda contra el animador que al final logró resolverse) y sacó del aire a Sábado Mundial de RCTV. El programa continuó bajo la animación de Carlo Carussi, Eymar Fuentes y Luis Federico Torres hasta 1997 cuando por merma de sintonía fue finalmente cancelado.    
También transmitió el baloncesto nacional entre 1970 y 1986, 1997, 2001 y 2007, y la Primera División de Venezuela. En 2004 se produce el show de humor Lo que viene es bueno, que contó con la participación de Koke Corona, quien fue vetado de Venevisión para ese entonces. Además de ser el primer canal en Venezuela en retransmitir telenovelas brasileñas, también ha producido algunas telenovelas propias como Ifigenia y Doña Perfecta que sin embargo, jamás llegaron al nivel de teleaudiencia logrado con La Dueña. En 2004, intentó producir otra telenovela, Amores de barrio adentro, pero que sólo se transmitió una vez por semana y fue cancelada a los pocos meses de su creación.

### Chavismo

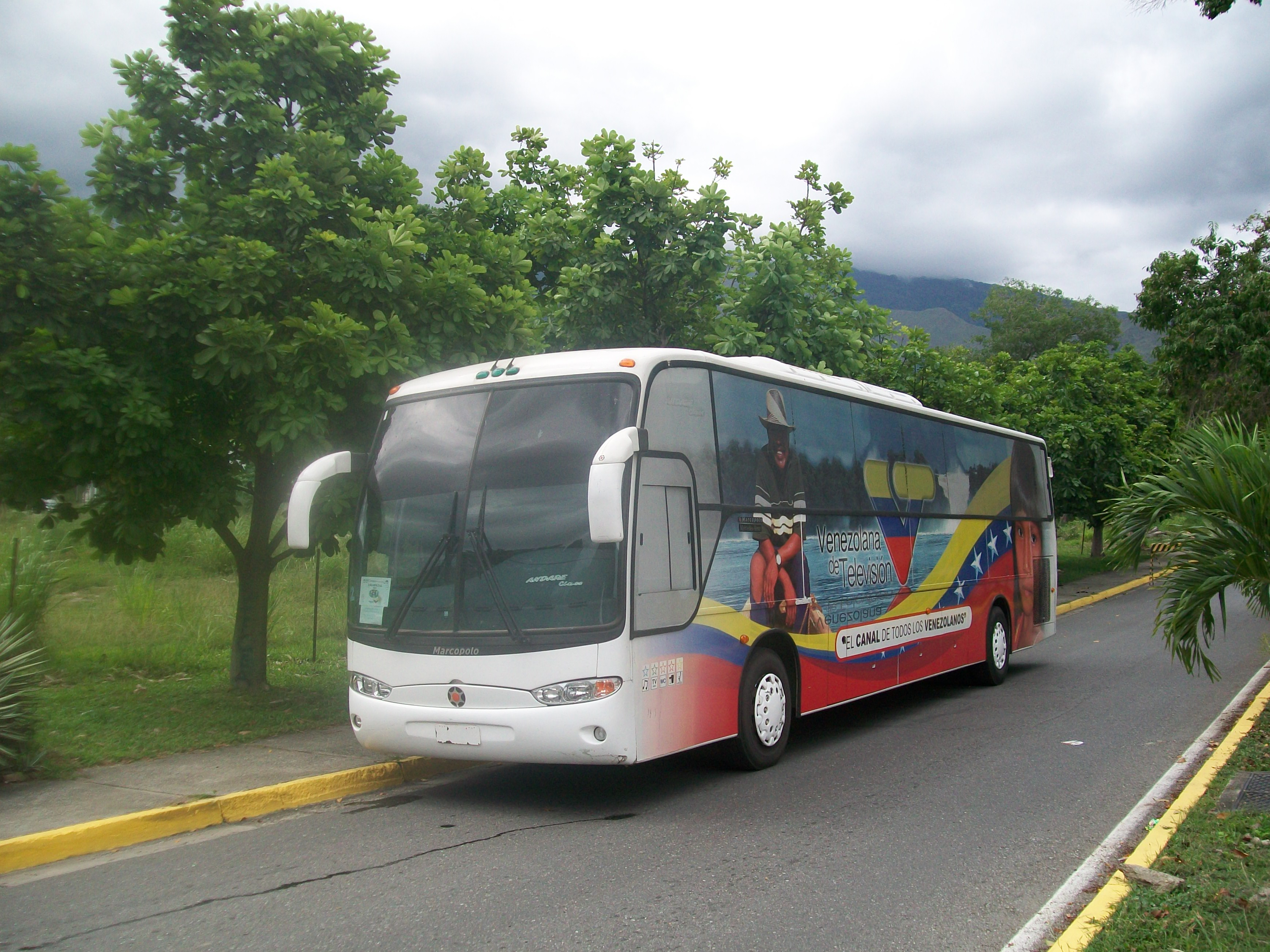
Autobús de turismo operado por VTV con el logo del canal: “El Canal de todos los venezolanos”.

Con la llegada de Hugo Chávez al poder, la línea editorial paulatinamente giró para orientarse en el proyecto político conocido como la revolución bolivariana, desde entonces VTV como un instrumento para hacer campaña contra la oposición de Venezuela y los medios de comunicación privados de Venezuela habiendo prácticamente eliminado los contenidos de entretenimiento, deportes y variedades.
Hugo Chávez popularizó las llamadas cadena nacionales, que dejaron de ser un mecanismo para transmitir mensajes importantes para pasar a ser vehículos de mítines políticos. Los programas más sintonizados durante este período fueron Aló Presidente, espacio dominical conducido por el propio presidente Chávez y La Hojilla, un programa de opinión moderado por Mario Silva. A su vez, el canal ha contado con otros programas de opinión como Dossier y La Noticia.
El canal fue sacado de aire durante el Golpe de Estado de 2002 en Venezuela, por dirigentes, policías y militares opositores al presidente Hugo Chávez. Cuando el entonces Gobernador del Estado Miranda, Enrique Mendoza, opositor al gobierno de Chávez, lanzó su amenaza de cerrar a Venezolana de Televisión. Mendoza, luego desmintió haber cerrado el canal.
Durante el Paro general en Venezuela de 2002-2003, VTV compartía anuncios que mostraban a los venezolanos esperando en fila por botes de gas con una voz que decía: "La oposición desató el terrorismo contra el pueblo venezolano y provocó hambre y desempleo. Gracias a la nueva PDVSA, PDVSA es de todos, todos somos PDVSA". VTV también alteraba imágenes de mítines progubernamentales para que parecieran más grandes y usaba vídeos obsoletos para atacar a miembros de la oposición o ex simpatizantes. Además de transmitir cuñas en contra del paro y contra los dirigentes de la oposición. En febrero de 2004, el presidente de la televisora estatal Venezolana de Televisión (VTV) afirmó que VTV no era una televisora estatal sino una emisora del partido político del presidente Chávez. VTV también transmitió anuncios que mostraban los ataques del 11 de septiembre, comparándolos con la oposición afirmando "El pueblo sabe quiénes son los terroristas". En 2005, el programa Dossier fue cancelado luego de que su conductor y productor, Walter Martínez, acusara al gobierno de corrupción.

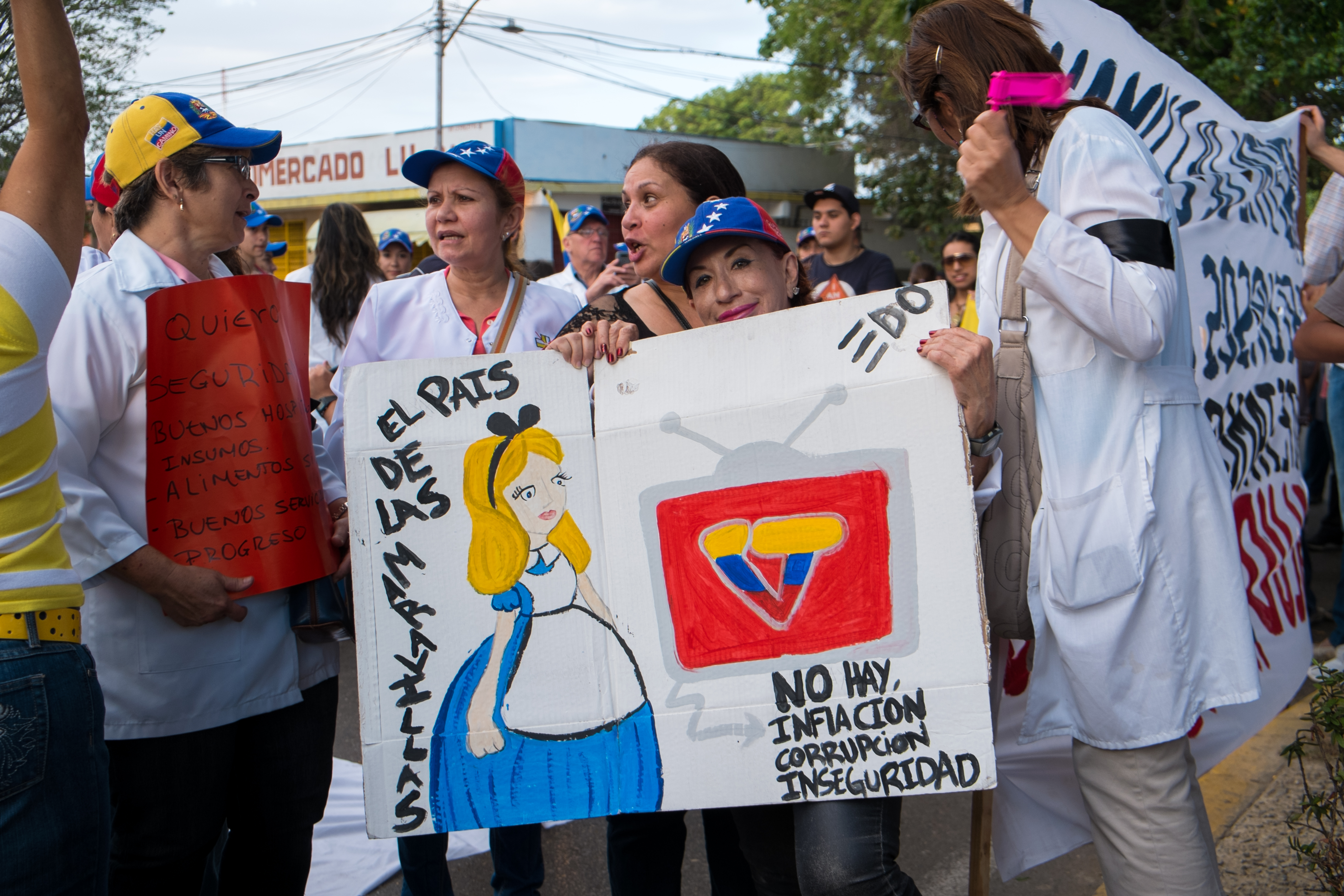
Protestas contra VTV.

Durante las Elecciones presidenciales de Venezuela de 2013, VTV estreno el formato HD en su imagen. Durante la presidencia de Nicolás Maduro surge el programa Contacto con Maduro, que trata de seguir el formato de Aló Presidente. Igualmente, retransmiten segmentos de la cadena Telesur e igualmente del canal ruso RT en Español. Otros programas que se han popularizado durante el gobierno de Maduro son Zurda Konducta y Con el Mazo Dando, este último conducido por el segundo al mando del gobierno venezolano, Diosdado Cabello.
Luego de la elección de la nueva legislatura de la Asamblea Nacional, ocurrida el 6 de diciembre del 2020, el canal empezó a transmitir las sesiones del parlamento nacional. No obstante, a diferencia de ANTV, que transmite la sesión completa, el canal omite las declaraciones realizadas por Oscar Figuera, diputado del Partido Comunista de Venezuela, con excepción de las declaraciones de los diputados del oficialismo y de la oposición moderada.
En 2023 el canal junto con los otros canales del estado venezolano, incluyendo a Vepaco TV y Canal I emitiendo un programa del gobierno titulado "Con Maduro +", que la cual transmite los lunes a las 5:00 p. m.

## Presidentes
- 1964 - 1969 - Edmundo Pérez
- 1969 - 1976 - Gustavo Vollmer Herrera
- 1976 - 1979 - Pedro Berroeta
- 1979 - 1983 - Rubén Osorio Canales
- 1983 - 1984 - Ramón Guillermo Aveledo
- 1984 - 1986 - Alberto Federico Ravell
- 1986 - 1989 - Marta Colomina
- 1989 - 1990 - Luis Vezga Godoy
- 1990 - 1992 - Álvaro Vilacha Anzola
- 1992 - 1993 - Manuel Felipe Sierra
- 1993 - 1994 - Napoleón Bravo
- 1994 - 1996 - Eleazar Díaz Rangel
- 1996 - 1999 - Fernando Miralles
- 1999 - 2001 - Maripili Hernández
- 2001 - 2007 - Jesús Romero Anselmi
- 2003 - 2004 - Vladimir Villegas Poljak
- 2004 - 2005 - Andrés Izarra
- 2005 - 2006 - Blanca Eekhout
- 2007 - 2009 - Yuri Pimentel
- 2009 - 2010 - Tania Díaz
- 2010 - 2011 - Mauricio Rodríguez
- 2012 - 2013 - William Castillo
- 2013 - 2014 - Yuri Pimentel
- 2014 - 2015 - Desirée Santos Amaral
- 2015 - 2016 - Luis José Marcano Salazar
- 2016 - 2017 - Jordán Rodríguez
- 2017 - Ernesto Villegas
- 2017 - Actualidad - Freddy Ñáñez

## Lema
1964-1975: "Es diferente"
1975-1980: "Pensando siempre en Venezuela"
1980-1983: "Venezolana de Televisión Red Canal 8 Su canal"
1983-1986: "VTV Su canal"
1986-1992: "El Super Canal"
1992-1993: "La otra imagen"
1993-1997: "Somos Venezolana de Television"
1997-1998: "¡Con todo para Ud.!"
1998-presente: "El Canal de Todos los Venezolanos"
1998-2004: "Venezolana de televisión El Canal de Todos los Venezolanos"
2004-2005: "La otra cara de la Verdad"
2005-2006: "VTV Desde adentro"
2006: "43 años contigo"
2006-2008: "Juntos somos VTV"
2008-2014: "El Canal de Todos los Venezolanos"
2009: "Todos somos VTV"
2013-2014: "Tu eres VTV"
2014-2016: "El canal de Venezuela 
2014: "50 años contigo"
2016-2018: "Somos el canal de venezuela"
2018-2021: "Así somos"
2021-presente: "Revoluciona"
2021-2022: " #quedate en casa"
2023: "Juntos Revolucionamos"
2024-presente: "Desde adentro

El lema de VTV es: “El canal de todos los venezolanos”. Otro lema, “Desde adentro” ha sido usado en diversas ocasiones.

## Logotipos

1964-1974
1974-1979
1979-1984
1984-1986
1992-1993
1993-1996
1998-2000
2000-2003
2003-2005
2005-2006
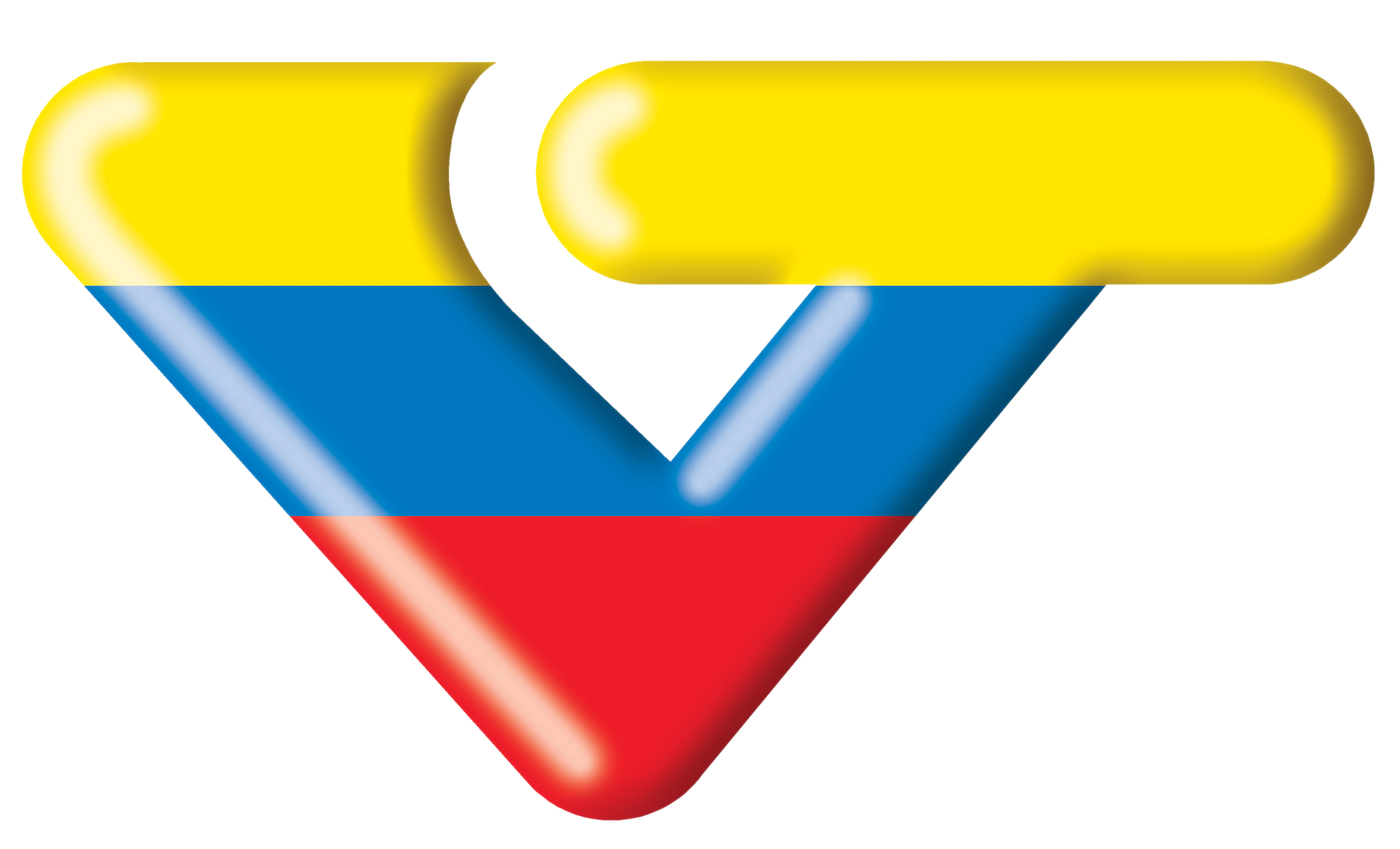
2006-2018
Desde 2018